# Мишел Федерстон
Мишел Федерстон (енгл. Michelle Featherstone) је америчка инди певачица и текстописац британског порекла. Рођена је у Честеру, у Енглеској, а одрасла је у Кембриџу. Данас живи у Холивуду, Калифорнија. Певањем и свирањем клавира почела је да се бави као осмогодишњакиња. Добила је награду за клавир и виолину од Royal Academy of Music и награду за глас од Bishops Award.